# John Munro Longyear
John Munro Longyear (Lansing, 15 aprile 1850 – Brookline, 28 maggio 1922) è stato un imprenditore e politico statunitense, attivo in campo minerario negli Stati Uniti d'America e nelle Svalbard.
Fu la figura centrale della Arctic Coal Company, compagnia che sfruttò i giacimenti di carbone a Spitsbergen (oggi Svalbard) dal 1905 al 1916. La compagnia stabilì un insediamento vicino all'Adventfjorden capace di ospitare fino a 500 persone, insediamento che divenne noto come "Longyear City" (oggi Longyearbyen, capitale dell'arcipelago).

## Biografia
Longyear nacque a Lansing, nel Michigan, il 15 aprile del 1850, figlio del membro del Congresso degli Stati Uniti John Wesley Longyear (1820-1875) e Harriet Longyear (nata Harriet Munro, 1826-1917). Aveva due fratelli, Howard e James, e una sorella Ida e forse altri fratelli. Attraverso sua madre, Longyear era il pronipote del soldato scozzese americano William Munroe. In gioventù Longyear soffrì di vari problemi di salute ed era incline all'esaurimento.
Nel 1873, all'età di 23 anni, Longyear si trasferì a Marquette, nel Michigan, e per oltre 20 anni si affermò come esperto nell'identificazione delle proprietà del minerale di ferro per le miniere. Una delle miniere in cui era coinvolto a Iron Mountain, Michigan, divenne una delle più grandi miniere sotterranee degli Stati Uniti. Fu uno dei fondatori, intorno al 1890, dell'Huron Mountain Club vicino a Big Bay, Michigan, e ne fu anche il primo presidente. Fu poi sindaco di Marquette nel 1890–1891.
Nel 1906 fondò la Arctic Coal Company con il socio di lunga data Frederick Ayer e molti altri piccoli azionisti; fu il principale proprietario dell'azienda con quartier generale a Boston. Giunse poi alle Svalbard nel 1901, e comprò la Tronhjem Spitsbergen Kulkompani nel 1904.
La Store Norske Spitsbergen Kulkompani cominciò nel 1916 come un consorzio di investitori norvegesi, che acquistarono quell'anno i terreni e le operazioni a Spitsbergen della Arctic Coal Company e della Ayer and Longyear's. Continuarono quindi a portare avanti attività di estrazione mineraria di carbone nella regione dell'Advent Valley e Sveagruva.

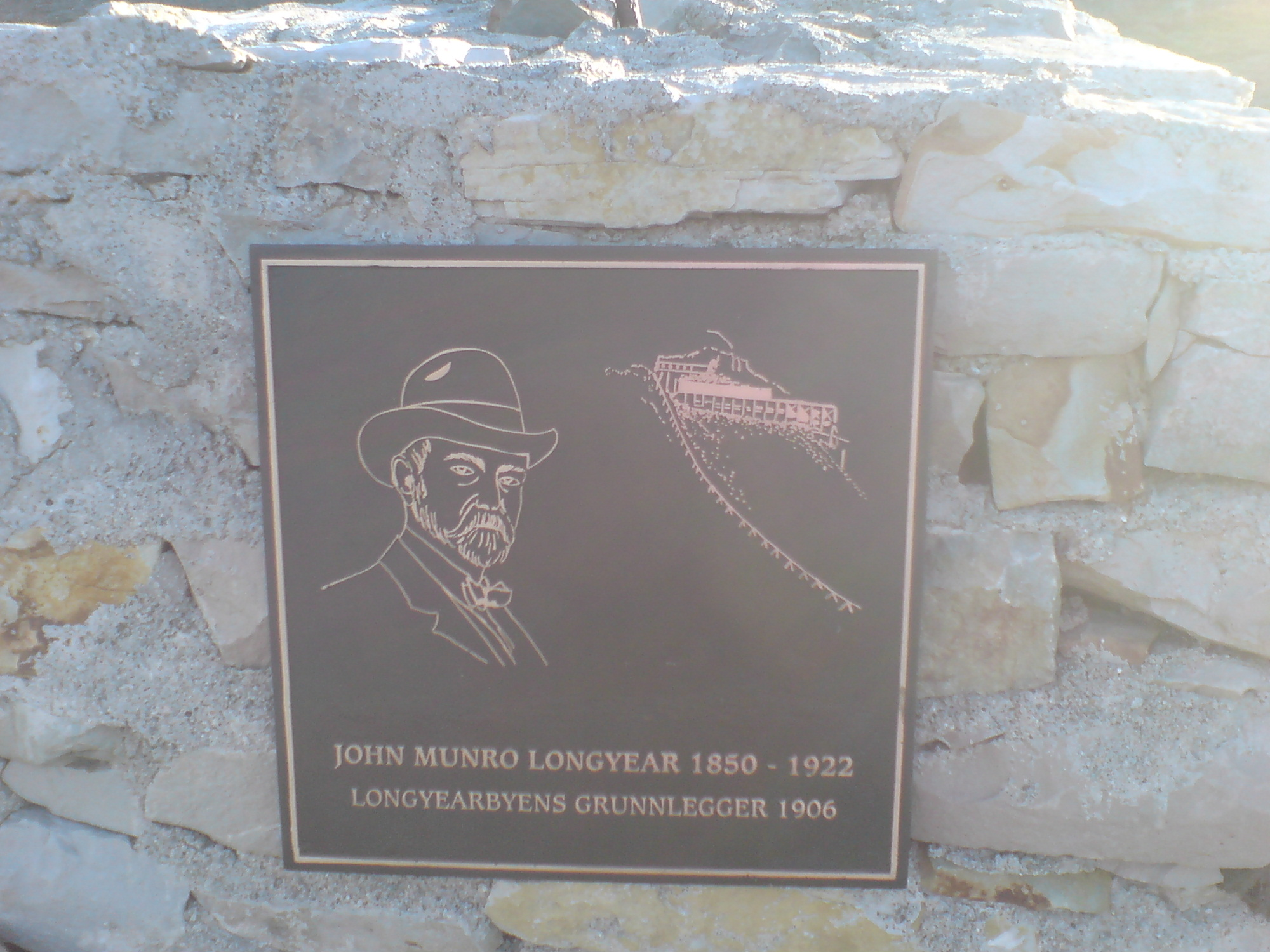
Placca commemorativa per John Munro Longyear a Longyearbyen

Longyear morì a Brookline, nel Massachusetts, il 28 maggio del 1922.

## Vita privata
La sua domanda di passaporto, datata 1895, descrive Longyear, allora 45enne, come alto 1,83 m con capelli neri e grigi e occhi grigio marroni.
Longyear sposò Mary Beecher Longyear (nata Mary Hawley Beecher, 1851-1931) il 4 gennaio 1879 a Battle Creek, Michigan. Mary era una filantropa cristiana, forse più nota per il suo coinvolgimento nella pubblicazione della prima versione braille della Bibbia di Re Giacomo. La coppia ebbe sette figli: Judith F. Longyear, Robert D. Longyear, Howard M. Longyear, Abby B. Roberts, Helen M. Paul, John B. Longyear e John M. Longyear Jr.  Alcune fonti indicano che i Longyear ebbero solo cinque figli, ma questa discrepanza è probabilmente dovuta al fatto che Howard e John morirono giovani, Howard M. Longyear a 20 anni e John B. Longyear quando era un bambino. Per alcuni anni, la famiglia fu accompagnata da un'infermiera, una giovane tedesca di nome Angela Nerling, che visse e viaggiò con loro.
All'inizio del XX secolo, Longyear prese la decisione di trasferirsi dal Michigan, dove la sua famiglia viveva in una villa di pietra sulle rive del Lago Superiore, al Massachusetts. Sua moglie Mary era turbata dall'idea di lasciare la casa di famiglia, e così, Longyear organizzò lo smantellamento della casa e il trasporto del materiale  e dei mobili per 1.300 miglia attraverso il paese in ferrovia fino alla loro nuova città natale e riassemblato lì nel 1903.